# 2,3,3-三甲基戊烷
2,3,3-三甲基戊烷是辛烷的同分异构体之一，化学式为{\displaystyle {\ce {C8H18}}}。它可由乙烯和2,3-二甲基丁烷在十钨酸四丁基铵的催化下反应得到。它在高温下可以分解。它的性质和2,2,3-三甲基戊烷相似，它们之间难以分离。